# Ronald Zoodsma
Ronald Zoodsma (Sneek, 5 september 1966) is een voormalig Nederlands volleybalinternational.
Ronald Zoodsma deed tweemaal mee aan de Olympische Spelen. De eerste Zomerspelen waaraan Zoodsma deelnam waren in 1988 in Seoel. In Zuid-Korea werd het Nederlands volleybalteam vijfde. In 1992 werd hij bij de Zomerspelen in Barcelona met het Nederlands team tweede achter Brazilië.
Edwin Benne · Peter Blangé · Ron Boudrie · Marco Brouwers · Teun Buijs · Rob Grabert · Pieter Jan Leeuwerink · Jan Posthuma · Avital Selinger · Martin Teffer · Ronald Zoodsma · Ron Zwerver
Edwin Benne · Peter Blangé · Ron Boudrie · Henk-Jan Held · Marko Klok · Jan Posthuma · Avital Selinger · Martin Teffer · Martin van der Horst · Olof van der Meulen · Ronald Zoodsma · Ron Zwerver